# La Belle Etoile
La Belle Etoile és un centre comercial a uns 6 km a l'oest del centre de la ciutat de Luxemburg en direcció Arlon sobre la carretera nacional 6. La major part occidental es troba al territori del municipi de Bertrange. La frontera entre els dos municipis s'executa directament mitjançant el pas del complex. Va ser inaugurat el 3 de juliol 1974.

## General
La Belle Étoile està en possessió de la cadena de supermercats Cactus i 105 botigues per a la llar. L'àrea de negoci cobreix dues plantes. A Luxemburg, aquest és el més gran centre comercial i la tercera empresa privada en nombre d'empleats. Compta amb 3.000 places d'aparcament disponibles.
Una nova reconstrucció i ampliació es va completar al maig de 2013. El centre comercial es va ampliar a un total de 105 botigues. L'àrea va augmentar de 30.000 m² a 39.000 m². Quasi un any més tard, a partir de gener 2014 va començar novament el treball d'expansió. A més a més de la modernització de la galeria es va obrir un pòrtic de dos pisos de 400 m² a l'entrada principal. L'import invertit per a l'expansió el 2013 va ascendir a 50 milions d'euros. Es crearan 350 nous llocs de treball.